# مغارة إيليا

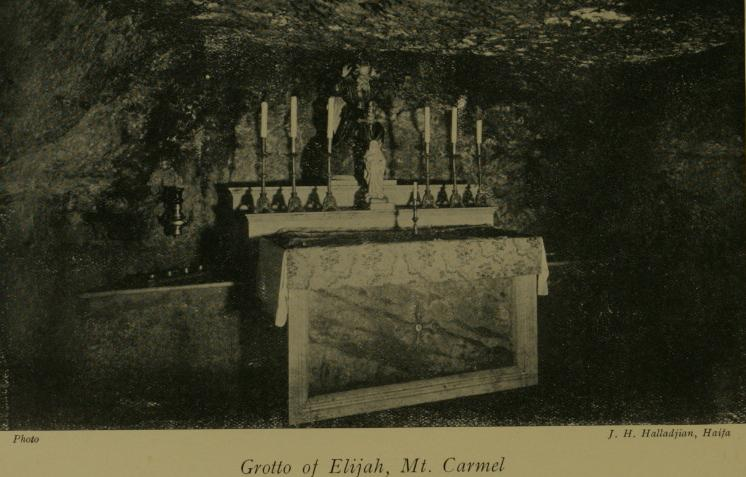
مغارة إيليا في دير ستيلا ماريس على جبل الكرمل في حيفا.

مغارة إيليا أو مغارة الخضر على جبل الكرمل بالقرب من حيفا في في لواء حيفا الإسرائيلي ويُعتقد أنها هي المغارة المذكورة في الكتب المقدسة العبرية التي تُشير إلى اختباء النبي إيليا (مار إلياس) فيها في رحلة إلى البرية. تقع المغارة على ارتفاع 40 مترا عن سطح البحر وتُعد مزاراً للمسيحيين واليهود والمسلمين والدروز، كما توجد في مكان قريب منها على جبل الكرمل مغارة ثانية مرتبطة بمار الياس (ٱلْخَضِر) تحت المذبح الرئيسي في دير ستيلا ماريس، والذي يتردد عليه كل من المسيحيين والدروز، بسبب قدسية المغارة بالنسبة لهم.